# Список клубных треков № 1 в Австралии в 2018 года
Список клубных треков № 1 в Австралии 2018 года включает в себя треки занимавшие первое место в ARIA Top 50 Club Tracks Chart. Он составляется еженедельно Австралийской ассоциацией звукозаписывающих компаний на основе отчетов диджеев со всей страны и публикуется на официальном сайте ARIA Charts.
| Дата      | Песня     | Исполнитель | Источник |
| --------- | --------- | ----------- | -------- |
| 1 января  | «Go Bang» | Pnau        | [ 2 ]    |
| 8 января  | «Go Bang» | Pnau        | [ 2 ]    |
| 15 января | «Go Bang» | Pnau        | [ 2 ]    |